# Olympiska sommarspelen 1944
Olympiska sommarspelen 1944 blev inställda på grund av det då pågående andra världskriget. Spelen var planerade att gå i London i England i Storbritannien. London fick då istället stå värd för Olympiska sommarspelen 1948.